# A 911-Texas epizódjainak listája
Ez a lista a 911-Texas (9-1-1: Lone Star) című amerikai sorozat epizódjait tartalmazza. Magyarországon a sorozatot a Prime sugározza, valamint a Disney+.

## Évados áttekintés
| Évad | Évad | Részek száma | Részek száma | Eredeti sugárzás     | Eredeti sugárzás | Eredeti adó         | Magyar sugárzás    | Magyar sugárzás  | Magyar adó |
| Évad | Évad | Részek száma | Részek száma | Évadbemutató         | Évadzáró         | Eredeti adó         | Évadbemutató       | Évadzáró         | Magyar adó |
| ---- | ---- | ------------ | ------------ | -------------------- | ---------------- | ------------------- | ------------------ | ---------------- | ---------- |
|      | 1.   | 10           | 10           | 2020. január 19.     | 2020. március 9. |                     | 2021. január 8.    | 2021. február 5. |            |
|      | 2.   | 14           | 14           | 2021. január 18.     | 2021. május 24.  | 2021. október 29.   | 2021. december 10. |                  |            |
|      | 3.   | 18           | 18           | 2022. január 3.      | 2022. május 16.  | 2022. augusztus 11. | 2022. december 8.  |                  |            |
|      | 4.   | 18           | 18           | 2023. január 24.     | 2023. május 16.  | 2023. augusztus 17. | 2023. december 14. |                  |            |
|      | 5.   | 12           | 12           | 2024. szeptember 23. | 2025. február 3. | 2025. április 4.    | 2025. június 19.   |                  |            |

## 1. évad (2020)
| Sor. | Év. | Cím                                          | Rendező               | Író                                     | Premier                            | Nézettség    | Gyártási szám |
| --- | --- | -------------------------------------------- | --------------------- | --------------------------------------- | ---------------------------------- | ------------ | ------------- |
| 1. | 1.  | Viszlát New York, Helló Austin (Pilot)       | Bradley Buecker       | Ryan Murphy, Brad Falchuk és Tim Minear | 2020. január 19. 2021. január 8.   | 11,41 millió | 101           |
| Owen Strand tűzoltószázados, aki a szeptember 11-ei támadást egyedül élte túl az egységéből, Texas felé veszi az útján, ahol egy hasonló sorsú tűzoltó egységet próbál újjáéleszteni. |     |                                              |                       |                                         |                                    |              |               |
| 2. | 2.  | Hajas gondok (Yee-Haw)                       | Bradley Buecker       | Tim Minear és Rashad Raisani            | 2020. január 20. 2021. január 8.   | 5,94 millió  | 102           |
| A csapat egy higanymérgezéses esethez érkezik, az áldozatokat zombi-szerű állapotban találják. Owennek meg kell birkóznia betegségével; Michelle új nyomot talál eltűnt testvére után. |     |                                              |                       |                                         |                                    |              |               |
| 3. | 3.  | Texas-i büszkeség (Texas Proud)              | Jennifer Lynch        | Kristy Lowrey                           | 2020. január 27. 2021. január 15.  | 5,58 millió  | 103           |
| A csapat igazi Texasi ügyeket kap: egy férfi csapdába esett egy kukorica tárolóban és egy steak evő verseny egyik részvevője rosszul lesz. Owen megpróbál Michelle-nek segíteni az eltűnt testvére ügyében. |     |                                              |                       |                                         |                                    |              |               |
| 4. | 4.  | Természeti csapás (Act of God)               | Sharat Raju           | Molly Green és James Leffler            | 2020. február 3. 2021. január 15.  | 6,39 millió  | 104           |
| Egy hatalmas tornádó söpör át Austinon, a tűzoltócsapat mindent megtesz, hogy megmentse a romok alá és autókba szorult áldozatokat. T.K. tudomást szerez apja állapotáról, Michelle nyomozása pedig újabb nyommal bővül… |     |                                              |                       |                                         |                                    |              |               |
| 5. | 5.  | Bikák (Studs)                                | Bradley Buecker       | Carly Soteras                           | 2020. február 10. 2021. január 22. | 5,73 millió  | 105           |
| A csapat egy chippendale műsoron kialakult verekedéshez siet, majd egy kigyulladt bikatenyésztő telepre. Grace és Judd párkapcsolati gondokkal küzd; Owennek szembe kell néznie a terápia mellékhatásaival… |     |                                              |                       |                                         |                                    |              |               |
| 6. | 6.  | Barátok (Friends Like These)                 | Marita Grabiak        | John Owen Lowe                          | 2020. február 17. 2021. január 22. | 6,04 millió  | 106           |
| A sürgősségi esetek között akad egy kamionos baleset, egy mezőgazdasági eset, illetve egy szertartás, amely majdnem temetésbe fullad. Owen egy pókeresten összebarátkozik a 126-os egység korábbi kapitányával. A csapat segít Mateonak felkészülni a vizsgájára.                                                                                                  |     |                                              |                       |                                         |                                    |              |               |
| 7. | 7.  | Rossz döntések (Bum Steer)                   | John J. Gray          | Jill Snyder                             | 2020. február 24. 2021. január 29. | 5,65 millió  | 107           |
| A 126-os egységet egy használtató kereskedéshez riasztják, ahol elszabadult egy bika. Strand százados megpróbál felkészülni az alkalmassági vizsgájára, de nem lát sok esélyt a sikerre. Carlos egy új szálat talál Michelle eltűnt húgával kapcsolatban… |     |                                              |                       |                                         |                                    |              |               |
| 8. | 8.  | A bennünk lakozó szörny (Monster Inside)     | Gwyneth Horder-Payton | Tonya Kong                              | 2020. március 2. 2021. január 29.  | 5,61 millió  | 108           |
| A csapat egy csörgőkígyó invázió helyszínéhez tart, majd megkísérel megmenteni egy demens embert. Michelle megtudja az igazságot nővére eltűnéséről. Egy tragikus baleset rázza meg a csapatot. |     |                                              |                       |                                         |                                    |              |               |
| 9. | 9.  | Ébredés (Awakening)                          | David Grossman        | Rashad Raisani                          | 2020. március 9. 2021. február 5.  | 5,38 millió  | 109           |
| Egy babaváró bulin semmi sem úgy történik, ahogy eltervezték. Egy apa és fia barlangászni indulnak, ahol az apa beszorul és a fián múlik a túlélése. Judd és Grace mindent megtesznek, hogy biztonságban tudják Judd idősödő édesapját. |     |                                              |                       |                                         |                                    |              |               |
| 10. | 10. | Austin, baj van! (Austin, We Have a Problem) | Bradley Buecker       | Rashad Raisani és Tim Minear            | 2020. március 9. 2021. február 5.  | 5,38 millió  | 110           |
| Egy erős napkitörés áramkimaradásokat, és az elektromos berendezések rakoncátlankodását okozza, ez az elromlott kávéfőzőktől a repülőgépeken és autókon át mindent érint, így a 126-os egységnek rengeteg a munkája. T.K. elveszettnek érzi magát, abban sem biztos, hogy tűzoltó marad. Michelle végre megtalálja a választ mindenre eltűnt húgával kapcsolatban. |     |                                              |                       |                                         |                                    |              |               |

## 2. évad (2021)
| Sor. | Év. | Cím                                                           | Rendező            | Író                            | Premier                              | Nézettség   | Gyártási szám |
| --- | --- | ------------------------------------------------------------- | ------------------ | ------------------------------ | ------------------------------------ | ----------- | ------------- |
| 11. | 1.  | Vissza a nyeregbe (Back in the Saddle)                        | Bradley Buecker    | Tim Minear és Rashad Raisani   | 2021. január 18. 2021. október 29.   | 6,03 millió | 201           |
| A csapat egy ellopott katonai tankot próbál megállítani, amit egy múzeumból loptak el. A mentősök élére új kapitány érkezik Tommy Vega személyében, aki tíz év kihagyás után áll ismét szolgálatba. Owen volt felesége ismét az élete része lesz, az orvosától pedig híreket kap az állapotáról… |     |                                                               |                    |                                |                                      |             |               |
| 12. | 2.  | 1150 Celcius fok (2100)                                       | Bradley Buecker    | Molly Green és James Leffler   | 2021. január 25. 2021. október 29.   | 5,90 millió | 202           |
| Austin városában különös vulkanikus tevékenységeket észlelnek. A csapatot több kitöréshez riasztják, ahol meg kell küzdeniük a számukra ismeretlen és riasztó helyzettel… |     |                                                               |                    |                                |                                      |             |               |
| 13. | 3.  | Tartsd a vonalat! (Hold the Line)                             | Bradley Buecker    | Jessica Ball és John Owen Lowe | 2021. február 1. 2021. november 5.   | 6,14 millió | 203           |
| A futótűz rohamosan terjed Texasban, amit a helyi erők egyedül nem tudnak már féken tartani, így a környező államokból érkezik a felmentő sereg. A Los Angeles-i 118-as egységtől is jelentkeztek páran a küldetésre. A csapatok megpróbálják megfékezni a tüzet, eközben a hegyekben ragadt táborozók mentését is megkezdik. Owen és Hen helikoptere lezuhan a tűzvonalon túl, így csak egymásra számíthatnak… |     |                                                               |                    |                                |                                      |             |               |
| 14. | 4.  | Barátság extrákkal (Friends with Benefits)                    | Sanaa Hamri        | Carly Soteras és Jalysa Conway | 2021. február 8. 2021. november 5.   | 5,59 millió | 204           |
| A 126-os egységet egy esküvőhöz riasztják, ahol elszabadult a pokol. Owen és Gwyneth, valamint T.K. és Carlos között is nő a feszültség, bonyolult akadályokkal kell megbirkózniuk a párkapcsolataik érdekében. Marjan-t felkeresi egy férfi, aki szerves része volt az életének… |     |                                                               |                    |                                |                                      |             |               |
| 15. | 5.  | Nehéz beszélgetések (Difficult Conversations)                 | Sanaa Hamri        | Wolfe Coleman                  | 2021. február 15. 2021. november 12. | 5,73 millió | 205           |
| Egy átlagos riasztáshoz érkezik Judd és a csapat: egy férfi rosszul lett egy hotelszobában. Azonban Judd felismeri a beteget, ami megnehezíti a helyzetét. Grace és Carlos megmentenek egy nőt, akit a volt férje tart sakkban. Owen és Gwyneth azon őrlődnek, hogy vajon jó döntés-e az ő korukban gyermeket vállalni…                                                                                         |     |                                                               |                    |                                |                                      |             |               |
| 16. | 6.  | Boldog-boldogtalan (Everyone and Their Brother)               | Marcus Stokes      | Molly Green és James Leffler   | 2021. február 22. 2021. november 12. | 5,36 millió | 206           |
| Owen és T.K. az életüket kockáztatják, hogy megmentsenek két testvért, akik egy aknamező közepén rekedtek. Vega kapitány fel szeretne venni egy új embert a mentősökhöz, azonban a jelentkezők rendre elbuknak. Paul édesanyja és húga egyszer csak betoppannak a tűzoltóságra egy lakóautóval… |     |                                                               |                    |                                |                                      |             |               |
| 17. | 7.  | Elmozdulás (Displaced)                                        | Paula Hunziker     | Jessica Ball                   | 2021. március 1. 2021. november 19.  | 5,34 millió | 207           |
| A 126-os egység egy temetéshez kap riasztás, ahol a koporsóra zuhant egy férfi, feltehetőleg egy repülőgépből. Ezután egy kórházba sietnek, ahol egy MRI gép rakoncátlankodása okozott fennakadást. Owen és Tommy frusztráltak, az otthonaikban megváltozott körülmények miatt. T.K. megpróbál beilleszkedni a mentősökhöz, közben igyekszik megtartani a kapcsolatot tűzoltó társaival is.                     |     |                                                               |                    |                                |                                      |             |               |
| 18. | 8.  | Rossz döntés (Bad Call)                                       | Bradley Buecker    | Tonya Kong                     | 2021. március 8. 2021. november 19.  | 5,35 millió | 208           |
| Egy bankrablás, egy kigyulladt lakóház és egy várandós nő, aki eltévedt egy mélygarázsban. Ezekhez a ránézésre összefüggéstelen esetekhez riasztják a 126-os egység embereit. Carlos-t felfüggesztik a rendőrségen, amiért a gyanú szerint futni hagyott egy bűnözőt, ráadásul az ügyét a Texas Ranger apja vizsgálja ki, aki nem bánik kesztyűs kézzel fiával…                                                 |     |                                                               |                    |                                |                                      |             |               |
| 19. | 9.  | Grace megmentése (Saving Grace)                               | Sharat Raju        | Tonya Kong és Wolfe Coleman    | 2021. április 19. 2021. november 26. | 5,49 millió | 209           |
| Grace és Judd súlyos autóbalesetet szenvednek, az autójuk egy folyóba zuhan. A küzdelmeik mellett megismerhetjük Judd gyermekkorát, illetve azt, hogy egy tragikus esemény hogyan vezette őt Grace felé. |     |                                                               |                    |                                |                                      |             |               |
| 20. | 10. | Egy kis segítség a barátoktól (A Little Help From My Friends) | Marita Grabiak     | Jalysa Conway                  | 2021. április 26. 2021. november 26. | 4,92 millió | 210           |
| A 126-osok egy fagylaltozóhoz sietnek, ahol nem csak fagylaltok várják őket, majd egy születésnapi zsúrra ugranak be, hogy megmentsék a szülinapost. T.K. és Carlos nagy lépést tesznek a kapcsolatukban. Grace megtanul másokra támaszkodni az autóbalesetet követően. |     |                                                               |                    |                                |                                      |             |               |
| 21. | 11. | Lassú tűz (Slow Burn)                                         | Chad Lowe          | John Owen Lowe                 | 2021. május 3. 2021. december 3.     | 5,26 millió | 211           |
| Miután kénytelen volt szabadságot kivenni, hogy felépüljön a műtéte után, Owen elmerül egy sorozatgyújtogató keresésében. Eközben a megbízott kapitány Judd lesz, akinek meg kell birkóznia a feladat súlyával, Marjan pedig próbálja elfogadni, hogy nem menthet meg mindenkit. |     |                                                               |                    |                                |                                      |             |               |
| 22. | 12. | A nagy hőség (The Big Heat)                                   | Ben Hernandez Bray | Carly Soteras                  | 2021. május 10. 2021. december 3.    | 4,91 millió | 212           |
| A gyújtogató utáni nyomozás folytatódik és az első számú gyanúsított a gyógyuló félben lévő Owen Strand lesz. Az ügy további bonyodalmakat és vészhelyzeteket szül, T.K. és Carlos élete is veszélybe kerül. Tommy élete váratlan fordulatot vesz. |     |                                                               |                    |                                |                                      |             |               |
| 23. | 13. | Egy nap (One Day)                                             | Sanaa Hamri        | Tim Minear és Rashad Raisani   | 2021. május 17. 2021. december 10.   | 5,20 millió | 213           |
| Tommy és családja élete már soha nem lesz a régi, és ezt legbelül Tommy is tudja. Ennek ellenére mindent megtesz, hogy ne kelljen szembenéznie a történtekkel. Egy véletlen találkozás Owennel azonban mindent megváltoztat. |     |                                                               |                    |                                |                                      |             |               |
| 24. | 14. | Porból lettünk, porrá leszünk (Dust to Dust)                  | Bradley Buecker    | Tim Minear és Rashad Raisani   | 2021. május 24. 2021. december 10.   | 5,21 millió | 214           |
| A 126-os parancsnokságot egyelőre bezárták, a csapatot pedig átmenetileg szétszórták a többi egység között. Egyesek szerencsésebben jártak, mint mások. Az új kihívások mellett ráadásul egy váratlanul felbukkanó homokviharral is meg kell birkózniuk a tűzoltóknak. |     |                                                               |                    |                                |                                      |             |               |

## 3. évad (2022)
| Sor. | Év. | Cím                                                                     | Rendező                      | Író                                                         | Premier                                | Nézettség   | Gyártási szám |
| --- | --- | ----------------------------------------------------------------------- | ---------------------------- | ----------------------------------------------------------- | -------------------------------------- | ----------- | ------------- |
| 25. | 1.  | A nagy lehűlés (The Big Chill)                                          | Bradley Buecker              | Tim Minear & Rashad Raisani                                 | 2022. január 3. 2022. augusztus 11.    | 5,50 millió | 301           |
| Jégvihar sújtja Austint, és sokan nem tudnak hova menekülni. Be akarják zárni a 126-ost, de Merjan ellenálló. A templom, amibe elszállásolták az embereket összedől és Lindsey, aki önkéntesként dolgozott bent ragad. Judd és Grace első gyermekük születésére készülnek.                                                                                                 |     |                                                                         |                              |                                                             |                                        |             |               |
| 26. | 2.  | Vékony jég (Thin Ice)                                                   | Bradley Buecker              | Trey Callaway & Carly Soteras                               | 2022. január 10. 2022. augusztus 18.   | 5,03 millió | 302           |
| A jégvihar továbbra sem csillapszik. Tommy, T.K. és nancy versenyt futnak az idővel, hogy egy befagyott tóba esett kisfiú életét megmentsék. Judd és Mateo pedig a romok alatt ragadt Paul-nak próbálnak segíteni. |     |                                                                         |                              |                                                             |                                        |             |               |
| 27. | 3.  | Sokk és enyhűlés (Shock & Thaw)                                         | Bradley Buecker              | Tim Minear & Rashad Raisani & Trey Callaway & Carly Soteras | 2022. január 24. 2022. augusztus 25.   | 5,39 millió | 303           |
| Hóvihar csap le Austin-ra. Owen teljesen magába roskadt a 126-os bezárása miatt, de közben segítséget nyújt egy csoport illegális bevándorlónak, akikre vadászik a kartell. Judd és Grace pedig várják az első gyermekük születését. |     |                                                                         |                              |                                                             |                                        |             |               |
| 28. | 4.  | Kitolás (Push)                                                          | Marita Grabiak               | Tim Minear & Rashad Raisani                                 | 2022. január 31. 2022. szeptember 1.   | 6,01 millió | 304           |
| Billy és Grace egy buszban találnak menedéket a hóvihar elől, Grace-nél beindul a szülés, de Owen és Tommy még időben rájuk találnak. T.K. felébred és Carlossal egy közös otthonba költöznek Lindsey édesapja támogatja az alapítványt, így megmenti a 126-ost. |     |                                                                         |                              |                                                             |                                        |             |               |
| 29. | 5.  | A gyerekrablás (Child Care)                                             | Brenna Malloy                | Jessica Ball & Jalysa Conway                                | 2022. február 7. 2022. szeptember 8.   | 5,18 millió | 305           |
| Annie és Troy lányát valaki több hónapja egy kamerán keresztül figyeli meg, beszél hozzá, elhiteti vele, hogy a legjobb barátja és rá veszi a kislányt, hogy gyújtsa fel a házat. Judd megtudja, hogy van egy gyereke, akiről eddig nem tudott. Owen úgy dönt, hogy egy táskeresőn próbál ismerkedni. Carlosnak sikerül kiderítenie, hogy ki lehetett a kislány elrablója. |     |                                                                         |                              |                                                             |                                        |             |               |
| 30. | 6.  | Köztünk élnek (The ATX-Files)                                           | Yangzom Brauen               | Molly Green & James Leffler                                 | 2022. február 14. 2022. szeptember 15. | 4,95 millió | 306           |
| Wyatt, Owen és Judd túrázni indulnak, de amikor letáboroznak furcsa sugárzás nyomait találják az erdőben és megpróbálják kideríteni honnan eredhet. |     |                                                                         |                              |                                                             |                                        |             |               |
| 31. | 7.  | Piros és kék ellentét (Red vs Blue)                                     | Chad Lowe                    | John Owen Lowe & Jamie Kessler                              | 2022. február 21. 2022. szeptember 22. | 5,13 millió | 307           |
| Strand kapitány összetűzésbe kerül a helyi rendőrség egyik tagjával, ami elmélyíti a tűzoltók és rendőrök amúgy is rég óta fennálló ellentétet. |     |                                                                         |                              |                                                             |                                        |             |               |
| 32. | 8.  | Vészhívás valószínűtlen esetben (In the Unlikely Event of an Emergency) | John J. Gray                 | Matt Solik                                                  | 2022. február 28. 2022. szeptember 29. | 4,82 millió | 308           |
| Owen és T.K. New Yorkba utaznak, hogy végső búcsút vegyenek Gwen-től, ám utazásuk közben kigyullad a repülőgépük hajtóműve és meg kell menteniük egy súlyosan megsérült nőt. |     |                                                                         |                              |                                                             |                                        |             |               |
| 33. | 9.  | A madár (The Bird)                                                      | Scott White                  | Wolfe Coleman                                               | 2022. március 7. 2022. október 6.      | 5,16 millió | 309           |
| Gwyn Owen-re hagyta szeretett madarát, a gond csak az, hogy az állat ki nem állhatja Owen-t. A 126-os csapatot egy állatkereskedésben történt randalírozás miatt riasztják. Paul-ról pedig kiderül, hogy komoly szívbetegséggel küzd. |     |                                                                         |                              |                                                             |                                        |             |               |
| 34. | 10. | Szülői útmutatás (Parental Guidance)                                    | Ben Hernandez Bray           | Carly Soteras                                               | 2022. március 14. 2022. október 13.    | 4,64 millió | 310           |
| A 126-os csapatnak egy egész étteremnyi embert kell megmentenie, miután szénmonoxid szivárgást jelentenek. Eközben pedig Paul állapotáért is aggódnak. |     |                                                                         |                              |                                                             |                                        |             |               |
| 35. | 11. | Karanténba zárva (Prince Albert in a Can)                               | Bradley Buecker              | Jessica Ball                                                | 2022. március 21. 2022. október 20.    | 4,45 millió | 311           |
| Owen barátnője, Catherine egy fenyegető levelet kap, amiből fehér por száll ki. Esetleges vegyitámadás miatt lezárják az egész hivatalt, ahol a nő dolgozik. Carlos és Grace pedig együtt nyomoznak egy gyilkossági ügyben, amiben mind a ketten érintettek. |     |                                                                         |                              |                                                             |                                        |             |               |
| 36. | 12. | Negatív tér (Negative Space)                                            | John J. Gray                 | Bob Goodman                                                 | 2022. március 28. 2022. október 27.    | 3,85 millió | 312           |
| Owen továbbra is fenyegető üzeneteket küld, az üzenetek mögött pedig valaki a múltjából áll. Nancy-t pedig beperielik, miután megmentett egy olyan nőt, akin olyan karkatő volt, ami alapján nem lett volna szabad újraélesztenie. |     |                                                                         |                              |                                                             |                                        |             |               |
| 37. | 13. | Az elvesztettek terhe (Riddle of the Sphynx)                            | Tessa Blake                  | Jalysa Conway                                               | 2022. április 11. 2022. november 3.    | 4,24 millió | 313           |
| Catherine megkéri Owen-t, hogy vigyázzona macskájára, ezzel pedig tudtán kívül veszélybe sodorja a kapcsolatukat. Carlos pedig féltékeny lesz T.K. mentorára. |     |                                                                         |                              |                                                             |                                        |             |               |
| 38. | 14. | Dühroham (Impulse Control)                                              | Bradley Buecker              | Trey Callaway                                               | 2022. április 18. 2022. november 10.   | 4,21 millió | 314           |
| A 126-os csapat többször is belebotlik egy férfiba, akit hirtelen dühkitörései sodornak bajba. Az eseteket követően Owen-t is többen figyelmeztetik, hogy dühkezelési problémái vannak. |     |                                                                         |                              |                                                             |                                        |             |               |
| 39. | 15. | Le a bohócokkal! (Down To Clown)                                        | SJ Main Muñoz                | Molly Green & James Leffler                                 | 2022. április 25. 2022. november 17.   | 4,56 millió | 315           |
| Grace befogadja Dave-t - az egyik munkatársát - miután a férfi segélyhívása közben meghalt egy segélykérő. Dave azonban túl jól érzi magát és a vártnál tovább marad. Owen pedig rájön, hogy a dühkitöréseinek köze lehet a bohócokhoz. |     |                                                                         |                              |                                                             |                                        |             |               |
| 40. | 16. | A múlt (Shift-Less)                                                     | Christine Khalafian          | Wolfe Coleman                                               | 2022. május 2. 2022. november 24.      | 4,27 millió | 316           |
| Owen Los Angeles-be utazik, hogy rendezze sorait a haldokló édesapjával, akit már több, mint 30 éve nem látott. Judd és Wyatt pedig szeretnének több időt tölteni egymással, de egy baleset beárnyékolja a napjukat. |     |                                                                         |                              |                                                             |                                        |             |               |
| 41. | 17. | Tavaszi nagytakarítás (Spring Cleaning)                                 | Chad Lowe                    | Jamie Kessler                                               | 2022. május 9. 2022. december 1.       | 4,80 millió | 317           |
| Nancy és Mateo összejöttek. Nancy el akarja mondani a többieknek, Mateo viszont nem, ez pedig feszültséget generál közöttük. Egy robbanás következtében Judd-ra omlik egy épület. |     |                                                                         |                              |                                                             |                                        |             |               |
| 42. | 18. | Felhőtlen reggel (A Bright and Cloudless Morning)                       | Tim Minear & Bradley Buecker | Bob Goodman                                                 | 2022. május 16. 2022. december 8.      | 4,63 millió | 318           |
| A 126-os csapat sikeresen kimenekíti Judd-ot az összeomlott épületből. Owen azonban a mentés során bentreked és miközben élet és halál között lebeg feltörnek benne a múlt emlékei. |     |                                                                         |                              |                                                             |                                        |             |               |

## 4. évad (2023)
| Sor. | Év. | Cím                                                    | Rendező               | Író                            | Premier                                | Nézettség   | Gyártási szám |
| --- | --- | ------------------------------------------------------ | --------------------- | ------------------------------ | -------------------------------------- | ----------- | ------------- |
| 43. | 1.  | Különös vihar (The New Hotness)                        | Bradley Buecker       | Molly Green & James Leffler    | 2023. január 24. 2023. augusztus 17.   | 3,92 millió | 401           |
| A 126-os csapatot egy Austin-i búcsúhoz riasztják, ahol soha nem látott vihar csap le. A hőmérséklet az egekbe szökik és békák kezdenek potyogni az égből. Owen motoros bandájáról pedig kiderül, hogy terroristák, ezért az FBI a segítségét kéri.                              |     |                                                        |                       |                                |                                        |             |               |
| 44. | 2.  | Egy segítő kéz (The New Hot Mess)                      | Chad Lowe             | Bob Goodman                    | 2023. január 31. 2023. augusztus 24.   | 4,05 millió | 402           |
| A 126-os egy mobilházában rekedt nő megmentésére siet, akit az exférje rabolt el a házzal együtt. Owen találkozik egykori ellenségével, O'Briennel, majd kihallgatja az FBI és arra kérik épüljön be egy motoros bandába.                                                        |     |                                                        |                       |                                |                                        |             |               |
| 45. | 3.  | Aki farkast kiált... (Cry Wolf)                        | David Katzenberg      | Carly Soteras & Wolfe Coleman  | 2023. február 7. 2023. augusztus 31.   | 3,80 millió | 403           |
| Owen egyre inkább belemerül az FBI nyomozásába a motoros banda ügyében. A 126-osok egy férfi hívására kivonulnak, aki azt állítja, hogy a barátnője leesett egy szikláról. Carlos továbbra is eltűnt barátját keresi.                                                            |     |                                                        |                       |                                |                                        |             |               |
| 46. | 4.  | Egy őrült fogságában (Abandoned)                       | Chistine Khalafian    | Jalysa Conway & Jamie Kessler  | 2023. február 14. 2023. szeptember 7.  | 3,65 millió | 404           |
| Owen és O'Brien a motoros banda fogságába esnek. Eközben TK Carlos után kezd nyomozni, miután a férfi nyomtalanul eltűnt. |     |                                                        |                       |                                |                                        |             |               |
| 47. | 5.  | A szavak ereje (Human Resources)                       | Félix Enríquez Alcalá | Molly Green & James Leffler    | 2023. február 21. 2023. szeptember 14. | 3,54 millió | 405           |
| Marjan-t bepereli az egyik korábban általa megmentett nő. Marjan úgy dönt nem enged a nő zsarolásának és inkább otthagyja a tűzoltóságot. |     |                                                        |                       |                                |                                        |             |               |
| 48. | 6.  | Ez nem gyakorlat (This Is Not A Drill)                 | Michael Medico        | Kelly Souders & Brian Peterson | 2023. február 28. 2023. szeptember 21. | 3,39 millió | 406           |
| Andy fenyegetést jelent egész Texas-ra a nála lévő nagy mennyiségű robbanószer miatt. Owen ezért kénytelen bevonni a csapatot is az ügybe, hogy azokat ne érje váratlanul egy támadás.                                                                                           |     |                                                        |                       |                                |                                        |             |               |
| 49. | 7.  | Minden kezdet nehéz (Tommy Dearest)                    | Scott White           | Bob Goodman & Jamie Kessler    | 2023. március 7. 2023. szeptember 28.  | 4,08 millió | 407           |
| Tommy és Trevor új szintre emelik a kapcsolatokat, ami Trevor lányának nem tetszik és próbálja szétválasztani őket. |     |                                                        |                       |                                |                                        |             |               |
| 50. | 8.  | Irányítás mánia (Control Freaks)                       | Tori Garrett          | Jalysa Conway                  | 2023. március 14. 2023. október 5.     | 3,72 millió | 408           |
| TK és Carlos megelégeli, hogy Owen irányítja az esküvői előkészületeket, ezért segítséget kérnek, hogy "legyőzzék" őt. Eközben Marjan segítségét kéri egy kétségbeesett nő, akit a barátja terrorizál.                                                                           |     |                                                        |                       |                                |                                        |             |               |
| 51. | 9.  | Útszéli gyilkosság (Road Kill)                         | Brenna Malloy         | Carly Soteras & Wolfe Coleman  | 2023. március 21. 2023. október 12.    | 3,60 millió | 409           |
| Marjan épp visszafelé tart Austin-ba, amikor "összefut" Granttel, aki bosszút esküdött ellene és meg akarja ölni. |     |                                                        |                       |                                |                                        |             |               |
| 52. | 10. | Pénzéhség (Sellouts)                                   | Tessa Blake           | Molly Green & James Leffler    | 2023. március 28. 2023. október 19.    | 3,90 millió | 410           |
| Owen gyűjtést rendez egy nemes cél érdekében, ahol megismerkedik egy gazdag örökös nővel. Együtt töltik az éjszakát, majd másnap egy nagyobb összeget kap a nőtől, ezért azt hiszi csak kihasználták. Tommy pedig ádáz küzdelembe kezd a rivális betegellátó szolgáltatás ellen. |     |                                                        |                       |                                |                                        |             |               |
| 53. | 11. | Zűrös páros (Double Trouble)                           | Bradley Buecker       | Jamie Kessler                  | 2023. április 4. 2023. október 26.     | 3,37 millió | 411           |
| Judd meglepődik, amikor Wyatt bejelenti, hogy ő is tűzoltó szeretne lenni. Mateo pedig segít az egyik rokonának, de később megbánja azt... |     |                                                        |                       |                                |                                        |             |               |
| 54. | 12. | Párkeresés (Swipe Left)                                | Steve Danton          | Carly Soteras                  | 2023. április 11. 2023. november 2.    | 3,48 millió | 412           |
| Amikor Marjam meglátja, hogy egykori vőlegényének gyereke született, úgy dönt, hogy újra randizni kezd. T.K. és Carlos nem jutnak dülőre gyerek kérdésben. |     |                                                        |                       |                                |                                        |             |               |
| 55. | 13. | Nyitva (Open)                                          | John J. Gray          | Wolfe Coleman                  | 2023. április 18. 2023. november 9.    | 3,36 millió | 413           |
| Owen megtudja, hogy Kendra nyitott házasságban él a férjével. Később a férfi több furcsa balesetet szenved. Grace szülei látogatóba érkeznek, de a nő neheztel az apjára... |     |                                                        |                       |                                |                                        |             |               |
| 56. | 14. | Halálos csók (Tongues Out)                             | Keith Tripler         | Bob Goodman                    | 2023. április 25. 2023. november 16.   | 3,35 millió | 414           |
| Kendrát gyanusítják a férje megölésével. Owen nem akar beletörődni, ezért úgy dönt az ügy végére jár és kideríti ki a valódi gyilkos... |     |                                                        |                       |                                |                                        |             |               |
| 57. | 15. | Donorok (Donors)                                       | Brenna Malloy         | Kelly Souders & Brian Peterson | 2023. május 2. 2023. november 23.      | 3,69 millió | 415           |
| Grace és Carlos összefognak, hogy elfogjanak egy férfit, aki nőket csal tőrbe, hogy kioperálja a veséiket és eladja azokat a fekete piacon. |     |                                                        |                       |                                |                                        |             |               |
| 58. | 16. | Egy megosztott ház (A House Divided)                   | Tessa Blake           | Matt Solik                     | 2023. május 9. 2023. november 30.      | 3,37 millió | 416           |
| Tommy és Judd egy eset után összevesznek. Tommy ugyanis nem teljesíti Judd parancsát, aki ezért feljelenti a HR-nél. Owen pedig Huntington tesztet végez magán miután kiderül, hogy a féltestvére is ebben a betegségben szenved.                                                |     |                                                        |                       |                                |                                        |             |               |
| 59. | 17. | Tévúton (Best of Men)                                  | Chad Lowe             | Tim Minear & Rashad Raisani    | 2023. május 16. 2023. december 7.      | 3,32 millió | 417           |
| Judd úgy dönt, hogy kilép a 126-osoktól, hogy a fiát Wyatt-et tudja ápolni a nap 24 órájában. Eközben Carlos apját ismeretlenek lelövik és meghal... |     |                                                        |                       |                                |                                        |             |               |
| 60. | 18. | Míg a halál el nem választ (In Sickness and In Health) | Bradley Buecker       | Tim Minear & Rashad Raisani    | 2023. május 16. 2023. december 14.     | 3,32 millió | 418           |
| Carlos apja gyilkosa nyomába ered. Eközben a TK-jel közös esküvője is bajba kerül. Judd pedig próbál fiának segíteni. |     |                                                        |                       |                                |                                        |             |               |

## 5. évad (2024-2025)
| Sor. | Év. | Cím                               | Rendező            | Író                                | Premier                                | Nézettség   | Gyártási szám |
| --- | --- | --------------------------------- | ------------------ | ---------------------------------- | -------------------------------------- | ----------- | ------------- |
| 61. | 1.  | Most dől el (Both Sides, Now)     | Chistine Khalafian | Rashad Raisani és Jamie Kessler    | 2024. szeptember 23. 2025. április 4.  | 3,04 millió | 501           |
| Owen tovább tépelődik azon, hogy ki legyen Judd helyettese. Judd eközben azt tervezi, hogy végleg felhagy a tűzoltoskodással és kamionosnak áll. Carlos megkapja első komolyabb ügyét, mint Texas Ranger. |     |                                   |                    |                                    |                                        |             |               |
| 62. | 2.  | A vonatroncs (Trainwrecks)        | Bradley Buecker    | Molly Green és James Leffler       | 2024. szeptember 30. 2025. április 11. | 2,81 millió | 502           |
| Owen továbbra sem tudja, hogy ki legyen a 126-osok új kapitány helyettese. De nincs is ideje gondolkodni ezen, ugyanis egy hatalmas vonabaleset rázza meg Texas államát.                                  |     |                                   |                    |                                    |                                        |             |               |
| 63. | 3.  | Klórgáz (C12)                     | Bradley Buecker    | Carly Soteras és Wolfe Coleman     | 2024. október 7. 2025. április 18.     | 2,93 millió | 503           |
| A vonatbaleset közben megsérült egy rendkvül veszélyes klórtartály is. A klórgáz pedig a közelgő város felé tart. A 126-os csapata mindent megtesz, hogy elkerüljék a katasztrófát.                       |     |                                   |                    |                                    |                                        |             |               |
| 64. | 4.  | Ahogy én (My Way)                 | Chad Lowe          | Todd Harthan és Molly Savard       | 2024. október 14. 2025. április 25.    | 2,40 millió | 504           |
| Paul helyettes kapitányként próbál tiszteletet kivívni magának, de közben a jó viszont is szeretné megtartani a társaival. Tommy vendégségbe hívja Trevor exfelesgét, a vacsora azonban kudarcba fullad.  |     |                                   |                    |                                    |                                        |             |               |
| 65. | 5.  | Villám (Thunderstruck)            | Keith Tripler      | Christina M. Walker és Matt Solik  | 2024. október 21. 2025. május 1.       | 2,80 millió | 505           |
| T.K. és Carlos kapcsolata mélyponra kerül, a fiatal ranger munka utáni megszállottsága miatt. Owen-t bántja, amit a testvérével tett, ami fizikai tünetekkel is jár.                                      |     |                                   |                    |                                    |                                        |             |               |
| 66. | 6.  | Meztelen igazság (Naked Truth)    | Yangzom Brauen     | James Leffler és Jamie Kessler     | 2024. november 4. 2025. május 8.       | 2,71 millió | 506           |
| T.K. nem várt meglepetést kap a rég nem látott mostohaapjától. Owen nem szívleli a férfit, kettejük viaskodása pedig komoly sérüléshez vezet.                                                             |     |                                   |                    |                                    |                                        |             |               |
| 67. | 7.  | Kölykök (Kiddos)                  | Brenna Malloy      | Molly Green és Molly Savard        | 2024. november 11. 2025. május 15.     | 2,76 millió | 507           |
| Carlos egyre közelebb kerül apja gyilkosához. T.K. szeretné magához venni az árván maradt mostohatestvérét, Carlos azonban megijed az apaság gondolatától.                                                |     |                                   |                    |                                    |                                        |             |               |
| 68. | 8.  | A csendesek (The Quiet Ones)      | Scott White        | Britt Wilkinson                    | 2024. november 18. 2025. május 22.     | 2,80 millió | 508           |
| Carlos új nyomra bukkan, ami végre segíthet neki megoldani az apja meggyilkolásának az ügyét. Owen és a csapat együtt harcolnak azért, hogy Tommy megfelelő orvosi ellátást kapjon.                       |     |                                   |                    |                                    |                                        |             |               |
| 69. | 9.  | Fentről zuhanni (Fall From Grace) | Dawn Wilkinson     | Christina M. Walker és Matt Solik  | 2024. december 2. 2025. május 29.      | 2,65 millió | 509           |
| Carlos rájön ki a felelős az apja meggyilkolásáért. Judd kénytelen szembenézni és megküzdeni a démonaival. Tommy megkapja az első kemoterápiás kezelését.                                                 |     |                                   |                    |                                    |                                        |             |               |
| 70. | 10. | Legyen hited! (All Who Wander)    | Bradley Buecker    | Carly Soteras és Wolfe Coleman     | 2025. január 20. 2025. június 5.       | 2,42 millió | 510           |
| Owen észreveszi, hogy Judd nagy bajban van. Mióta Grace elment az ivászatba menekült. Marjan az esküvőjére készül.                                                                                        |     |                                   |                    |                                    |                                        |             |               |
| 71. | 11. | A becsapódás (Impact)             | John J. Gray       | Charlotte L. Balogh és Annie Fawke | 2025. január 27. 2025. június 12.      | 3,12 millió | 511           |
| Owen úgy dönt elhagyja a 126-osokat, a bejentését azonban egy meteoritzáporról szóló figyelmeztetés szakítja félbe. A meteor akár teljes Texas-t is elpusztíthatja.                                       |     |                                   |                    |                                    |                                        |             |               |
| 72. | 12. | A hazatérés (Homecoming)          | Bradley Buecker    | Rashad Raisani                     | 2025. február 3. 2025. június 19.      | 3,34 millió | 512           |
| A meteor becsapódás után a 126-os csapat mindent elkövet, hogy megakadályozzanak egy atomkataszrófát. |     |                                   |                    |                                    |                                        |             |               |